# Ján Lehnert
Ján Lehnert (* 23. června 1962) je bývalý československý fotbalista, útočník.

## Fotbalová kariéra
V lize hrál za Inter Bratislava a Spartak Trnava. V lize nastoupil v 86 utkáních a dal 7 gólů. V Poháru vítězů pohárů nastoupil v 1 utkání.